# Relations entre la France et le Togo
Les relations entre la France et le Togo sont des relations internationales s'exerçant entre la République française et la République togolaise.
Le Togo est un pays d'Afrique de l'Ouest, ancienne colonie française, dont la langue officielle est le français.
Les deux pays entretiennent des relations diplomatiques depuis 1977.